# شیرین ولی دیوانه
«شیرین ولی دیوانه» (به انگلیسی: Sweet but Psycho) ترانه‌ای از خواننده آمریکایی آوا مکس است که به عنوان اولین تک‌آهنگ از اولین آلبوم استودیویی‌اش، بهشت و جهنم (۲۰۲۰) در ۱۷ اوت ۲۰۱۸ از طریق آتلانتیک رکوردز منتشر شد.